# Fritz Zweig
Fritz Zweig   (Olomouc, 8 de setembre de 1893 - Los Angeles, 28 de febrer de 1984) va ser un director, pianista i compositor alemany-americà.
Fritz Zweig va ser alumne privat d'Arnold Schönberg a Viena i Berlín. Del 1913 al 1933 va treballar com a répétiteur i director d'orquestra a diversos teatres d'òpera alemanys, com el "Gran Volksoper, el Städtische Oper, l'Opera Kroll" i, a partir del 1927, al "Staatsoper Unter den Linden". Durant l'era nazi, va perdre la feina a Alemanya el 1933. Primer va fugir a França. A partir de 1934 va treballar com a director d'orquestra al "Deutsches Theatre" de Praga, però va haver de tornar a fugir el 1938 i es va instal·lar a París. Allà va dirigir a l'Òpera de París i en actuacions com a convidat, entre d'altres a Londres i Moscou. Després de l'ocupació alemanya de França a la Segona Guerra Mundial, finalment es va exiliar als Estats Units el 1940, on va continuar amb èxit la seva feina com a director d'orquestra. Va viure per última vegada a Hollywood i va ensenyar a la "Music Academy of the West de Santa Bàrbara", Califòrnia. Lawrence Foster va ser un dels seus estudiants. Va estar casat amb la cantant d'òpera Tilly De Garmo des de 1924.